# Сватово (Московская область)
Сватово — деревня в Одинцовском районе Московской области, в составе сельского поселения Ершовское. Население 14 человек на 2006 год. До 2006 года Сватово входило в состав Ершовского сельского округа.
Деревня расположена на северо-западе района, в 8 километрах на север от Звенигорода, у истоков реки реки Грибковский Овраг (приток реки Сторожка), высота центра над уровнем моря 188 м.
Впервые в исторических документах деревня встречается в писцовой книге 1624 года, как деревня Сватова. На 1852 год в сельце Сватово числились 21 мужчина и 13 женщин, которые «живут в господской усадьбе», в 1890 году — 52 человека. По Всесоюзной переписи 17 декабря 1926 года числилось 13 хозяйств и 74 жителя, по переписи 1989 года — 4 хозяйства и 8 жителей.